# Viktor Pereverzev
Viktor Pereverzev, född den 17 juni 1958 i Toptjicha i Ryssland, är en sovjetisk roddare.
Han tog OS-silver i tvåa med styrman i samband med de olympiska roddtävlingarna 1980 i Moskva.